# Władysław Stopiński
Władysław Stopiński (ur. 14 lutego 1915 w Wielkiej Wsi, zm. 19 grudnia 2010 w Lipowym Polu Skarbowym) – kapitan Wojska Polskiego, obrońca Westerplatte. Odznaczony Krzyżem Srebrnym Orderu Virtuti Militari.  

## Życiorys
W 1938 wcielony do 4 pułku piechoty Legionów w Kielcach. W marcu 1939 przeniesiony do Wojskowej Składnicy Tranzytowej na Westerplatte. W czasie jej obrony walczył w stopniu kaprala na placówce „Prom”. Po kapitulacji dostał się do niemieckiej niewoli w stalagu. 
Po wojnie pracował w PKP w Skarżysku-Kamiennej jako komendant Służby Ochrony Kolei, nastawniczy, kierownik pociągów towarowych i majster w warsztatach wagonowych. Pełnił też funkcję drugiego sekretarza egzekutywy PZPR. W 1975 roku przeszedł na emeryturę.
Od 1998 Honorowy Obywatel Miasta Gdańska (uhonorowany wraz z obrońcami Westerplatte). Został także nominowany na stopień podporucznika w stanie spoczynku (1990), a następnie – kapitana. 
W 1995 głośnym echem odbiło się zaproszenie przez niego na obchody swoich 80. urodzin Martina Menzla –
celowniczego z pancernika „Schleswig-Holstein”. Podczas mszy świętej doszło do symbolicznego pojednania obu kombatantów.
1 września 2009 otrzymał honorowe obywatelstwo Skarżyska-Kamiennej w uznaniu zasług dla ojczyzny i pracy na rzecz miasta.
Mieszkał w miejscowości Lipowe Pole Skarbowe, niedaleko Skarżyska-Kamiennej.

## Odznaczenia
- 1960 Medal „Zasłużonym na Polu Chwały”

Odznaka Grunwaldzka
- 1974 Krzyż Kawalerski Orderu Odrodzenia Polski
- 1982 Medal „Za udział w wojnie obronnej 1939”;
- 1984 Odznaka honorowa „Za zasługi dla Miasta Gdańska”
- 1989 Krzyż Srebrny Orderu Virtuti Militari
- 1995 Komandoria Missio Reconciliationis
- 1997 Medal 1000-lecia Miasta Gdańska
- 1998 Medal za Długoletnie Pożycie Małżeńskie
- 2003 Medal Polonia Mater Nostra Est